# Armand Laurienté
Armand Laurienté (Gonesse, Francia; 4 de diciembre de 1998) es un futbolista francés. Juega de delantero y su equipo actual es el Sassuolo de la Serie A de Italia.

## Trayectoria
Formado en las inferiores del Rennes, Laurienté firmó su primer contrato profesional con el club el 23 de julio de 2018; ese día además fue cedido al Orléans de la Ligue 2. Debutó profesionalmente el 27 de julio en la derrota por 2-0 ante el Lens
El 31 de agosto de 2022, Laurienté fichó con el Sassuolo de la Serie A de Italia.

## Selección nacional
Fue internacional con la selección sub-21 de Francia.

## Estadísticas
Actualizado al último partido disputado el 10 de mayo de 2025
| Club              | Div.          | Temporada     | Liga  | Liga  | Copas nacionales | Copas nacionales | Copas internacionales | Copas internacionales | Total | Total |
| Club              | Div.          | Temporada     | Part. | Goles | Part.            | Goles            | Part.                 | Goles                 | Part. | Goles |
| ----------------- | ------------- | ------------- | ----- | ----- | ---------------- | ---------------- | --------------------- | --------------------- | ----- | ----- |
| Orléans Francia   | 2.ª           | 2018-19       | 12    | 3     | 5                | 0                | —                     | —                     | 17    | 3     |
| Orléans Francia   | Total club    | Total club    | 12    | 3     | 5                | 0                | 0                     | 0                     | 17    | 3     |
| Rennes Francia    | 1.ª           | 2018-19       | 3     | 0     | 1                | 0                | 0                     | 0                     | 4     | 0     |
| Rennes Francia    | Total club    | Total club    | 3     | 0     | 1                | 0                | 0                     | 0                     | 4     | 0     |
| Lorient Francia   | 2.ª           | 2019-20       | 19    | 2     | 4                | 1                | —                     | —                     | 23    | 3     |
| Lorient Francia   | 1.ª           | 2020-21       | 29    | 3     | 0                | 0                | —                     | —                     | 29    | 3     |
| Lorient Francia   | 1.ª           | 2021-22       | 35    | 6     | 1                | 0                | —                     | —                     | 36    | 6     |
| Lorient Francia   | 1.ª           | 2022-23       | 3     | 1     | 0                | 0                | —                     | —                     | 3     | 1     |
| Lorient Francia   | Total club    | Total club    | 86    | 12    | 5                | 1                | 0                     | 0                     | 91    | 13    |
| Sassuolo · Italia | 1.ª           | 2022-23       | 28    | 7     | 0                | 0                | —                     | —                     | 28    | 7     |
| Sassuolo · Italia | 1.ª           | 2023-24       | 37    | 5     | 3                | 0                | —                     | —                     | 40    | 5     |
| Sassuolo · Italia | 2.ª           | 2024-25       | 33    | 18    | 1                | 1                | —                     | —                     | 34    | 19    |
| Sassuolo · Italia | Total club    | Total club    | 98    | 9     | 4                | 1                | 0                     | 0                     | 66    | 10    |
| Total carrera     | Total carrera | Total carrera | 212   | 52    | 16               | 2                | 0                     | 0                     | 228   | 54    |

## Palmarés

### Títulos nacionales
| Título          | Club           | País    | Año     |
| --------------- | -------------- | ------- | ------- |
| Copa de Francia | Rennes         | Francia | 2018-19 |
| Serie B         | U. S. Sassuolo | Italia  | 2024-25 |

## Vida personal
Nacido en Francia, Laurienté es descendiente de guadalupeño.